# Octarrhena spathulata
Octarrhena spathulata är en orkidéart som först beskrevs av Rudolf Schlechter, och fick sitt nu gällande namn av André Schuiteman. Octarrhena spathulata ingår i släktet Octarrhena och familjen orkidéer. Inga underarter finns listade i Catalogue of Life.